# Oliereserves

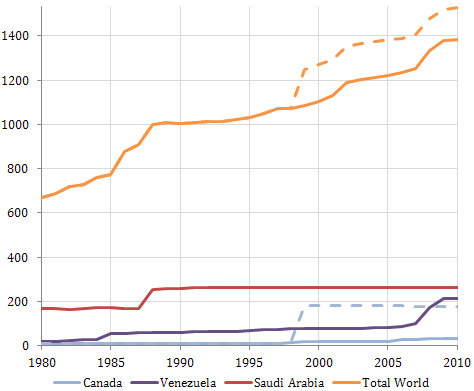
Bewezen reserves in miljarden vaten wereldwijd en van enkele van de belangrijkste landen. De gestreepte lijnen zijn inclusief de Canadese teerzanden. De afgelopen 30 jaar zijn de bewezen reserves verdubbeld.

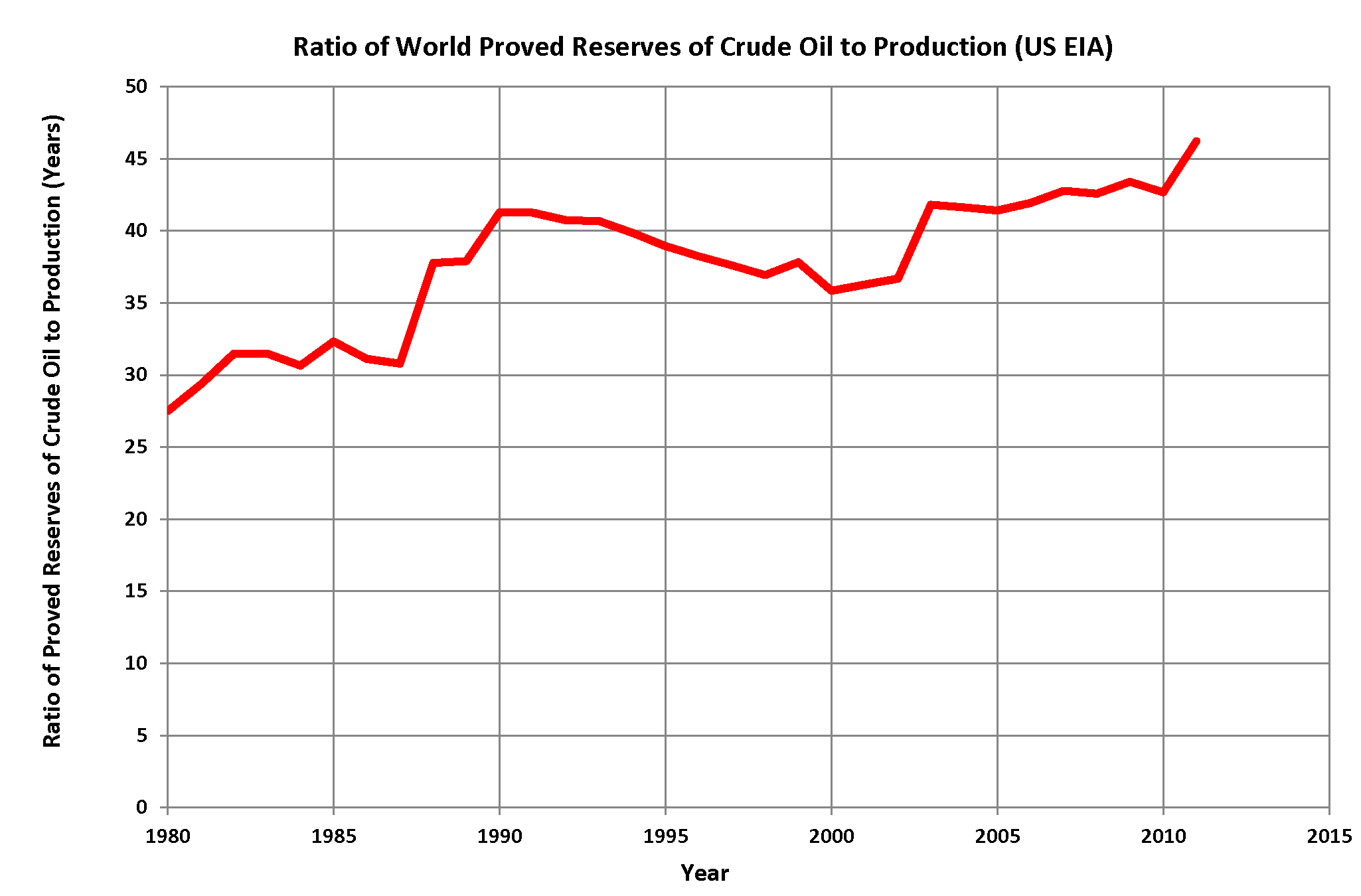
Reserve/productie-ratio wereldwijd, 1980-2011

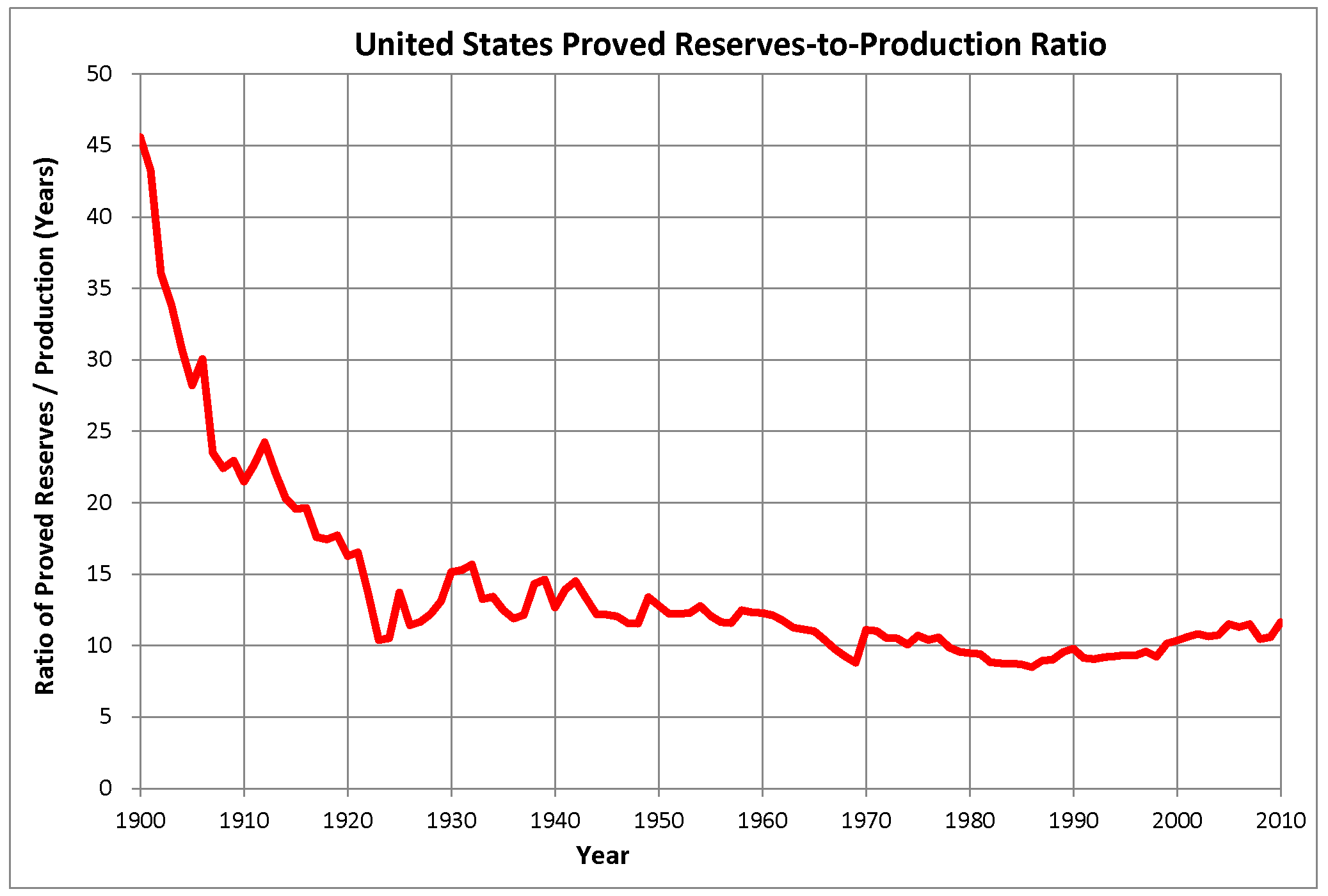
Reserve/productie-ratio Verenigde Staten, 1980-2011

Oliereserves is de voorraad winbare olie. Hierbij wordt onderscheid gemaakt tussen bewezen (proved reserves, 1P, 90% kans op ontginning) en onbewezen reserves, waarbij de laatste nog verder wordt verdeeld in waarschijnlijke (probable reserves, 2P, 50% kans op ontginning) en mogelijke reserves (possible reserves, 3P, 10% kans op ontginning). Daarnaast wordt ook onderscheid gemaakt tussen de reserves conventionele en onconventionele olie. De verhouding van de reserves ten opzichte van de olieproductie wordt uitgedrukt in de reserve/productie-ratio. Een te lage ratio kan schadelijk zijn voor een veld.
De hoeveelheid bewezen reserves groeit door verschillende oorzaken. Allereerst worden continu nieuwe gebieden onderzocht. Daarnaast verbeteren de technieken bij deze olie-exploratie, waardoor een beter beeld ontstaat van hoeveel olie of gas een reservoir bevat.
Daarnaast kan door nieuwe technieken, enhanced oil recovery of tertiaire winning de winbaarheidsfactor van bestaande velden vergroot worden. Verder worden bij een stijgende olieprijs eerder niet rendabele velden toch economisch winbaar.
Er is een grote mate aan onzekerheid in de grootte van de reserves. Naast technische en financiële oorzaken zijn dat ook politieke. In het geval van de OPEC-landen speelt daarbij ook een rol dat de grootte van de reserves bepalend zijn voor de toegewezen quota. De grote stijgingen van de reserves daar in de jaren tachtig, is te wijten aan een verschuiving van belangen. De majors, de grote oliemaatschappijen, beheerden aanvankelijk de oliewinning in de meeste OPEC-landen en waren gebaat bij een stabiele olieprijs. Als elk land naar vermogen zou produceren, zou de olieprijs instorten. Een bescheiden quotum was dus in het voordeel van de majors. Gedurende de jaren zeventig verkregen de olieproducerende landen echter in toenemende mate deelnemingen in de oliemaatschappijen in hun land, in de jaren tachtig uitgebreid tot volledige nationalisering. Het collectieve belang dat de oliemaatschappijen hadden door hun deelnames in meerdere landen, verschoof naar de individuele belangen van de staatsoliemaatschappijen. Deze konden nu een realistischer schatting geven van hun reserves en investeerden daarnaast uitgebreid in exploratieprojecten met nieuwe ontdekkingen tot gevolg.